# Meuble mécanique
Un meuble mécanique est un meuble comportant un dispositif articulé permettant d'étendre à la demande les possibilités d'usage. Il s'agit souvent de réunir en un meuble deux besoins, par exemple dans le lit-canapé, le marche-pied-chaise, etc. Le mécanisme peut aussi permettre d'accroître la contenance des meubles servant de conteneur (bibliothèques, distributeurs de denrées (ou de médicaments), etc.) en approchant le contenu éloigné de l'utilisateur, les parties hautes des pièces, par exemple, devenant ainsi utiles autrement.
Le meuble mécanique est réellement né durant le XVIe siècle avec des mécanismes simples. C'est à partir du XVIIe siècle que l'on commence à rencontrer des meubles complexes, réalisés par des ébénistes de renom, comportant des tiroirs à secrets ou proposant des meubles multiusages.
De nos jours, canapé-billard ou tables basses tactiles représentent des exemples astucieux de l'évolution de ce type de mobilier .